# Zoot suit

Un soldado inspeccionando a unos zoot suits en Washington D. C. en 1942.

El zoot Suit es un estilo de traje que estuvo de moda en la década de 1940. 
Este estilo se hizo popular, al igual que la palabra, entre jóvenes mexicanos-estadounidenses y, con el tiempo, llegó a ser popular en Estados Unidos, en su mayoría entre italoestadounidenses y afroestadounidenses. Hoy, el término zoot suit o zooty, se usa Australia en referencia a un tipo de ropa deportiva utilizada en remo. En los Estados Unidos a este tipo de ropa (ajustada de licra o algún otro material sintético) se le llama uni suit, sin relación con la indumentaria original.

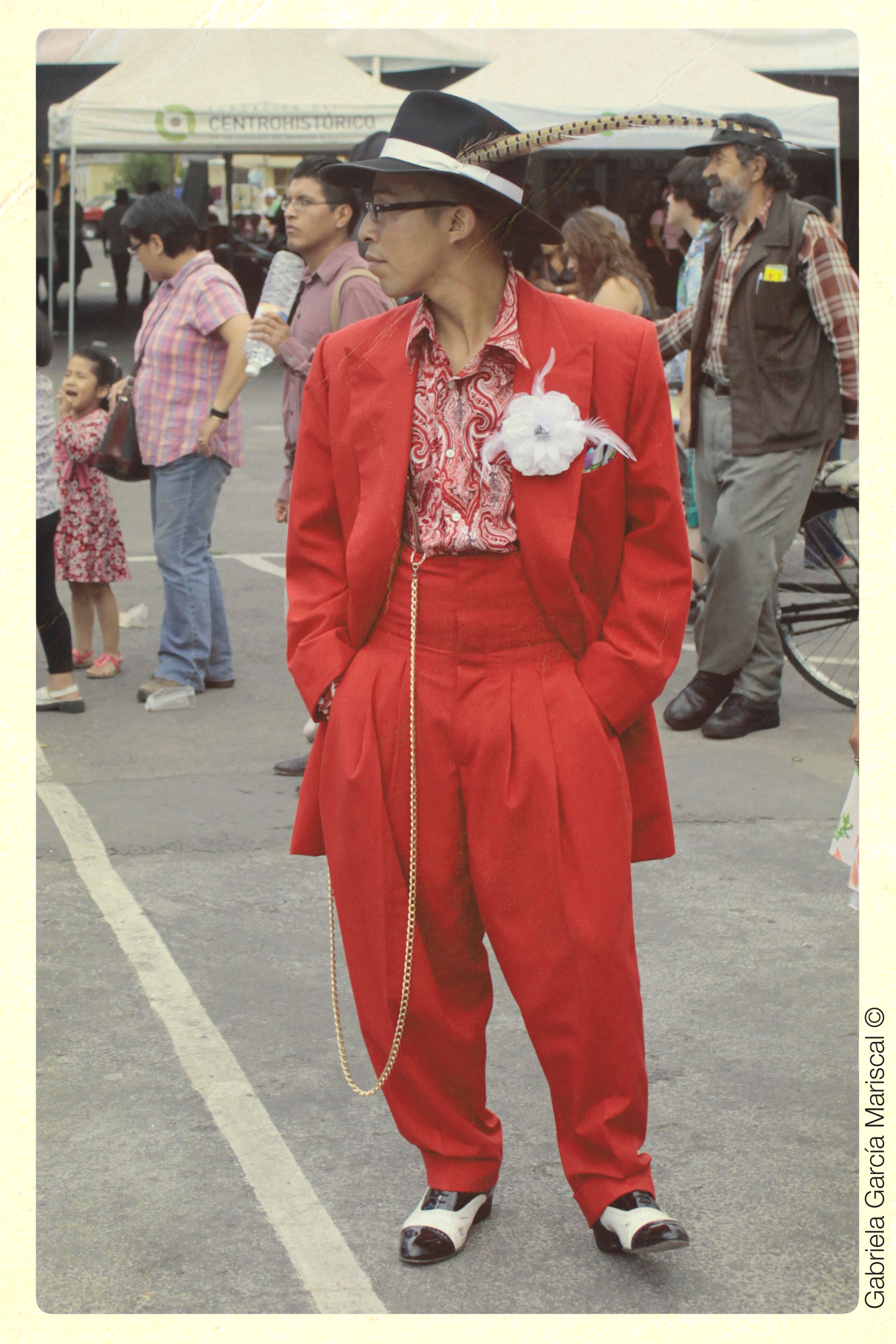
Hombre vestido con un zoot suit rojo (2012)

## La indumentaria

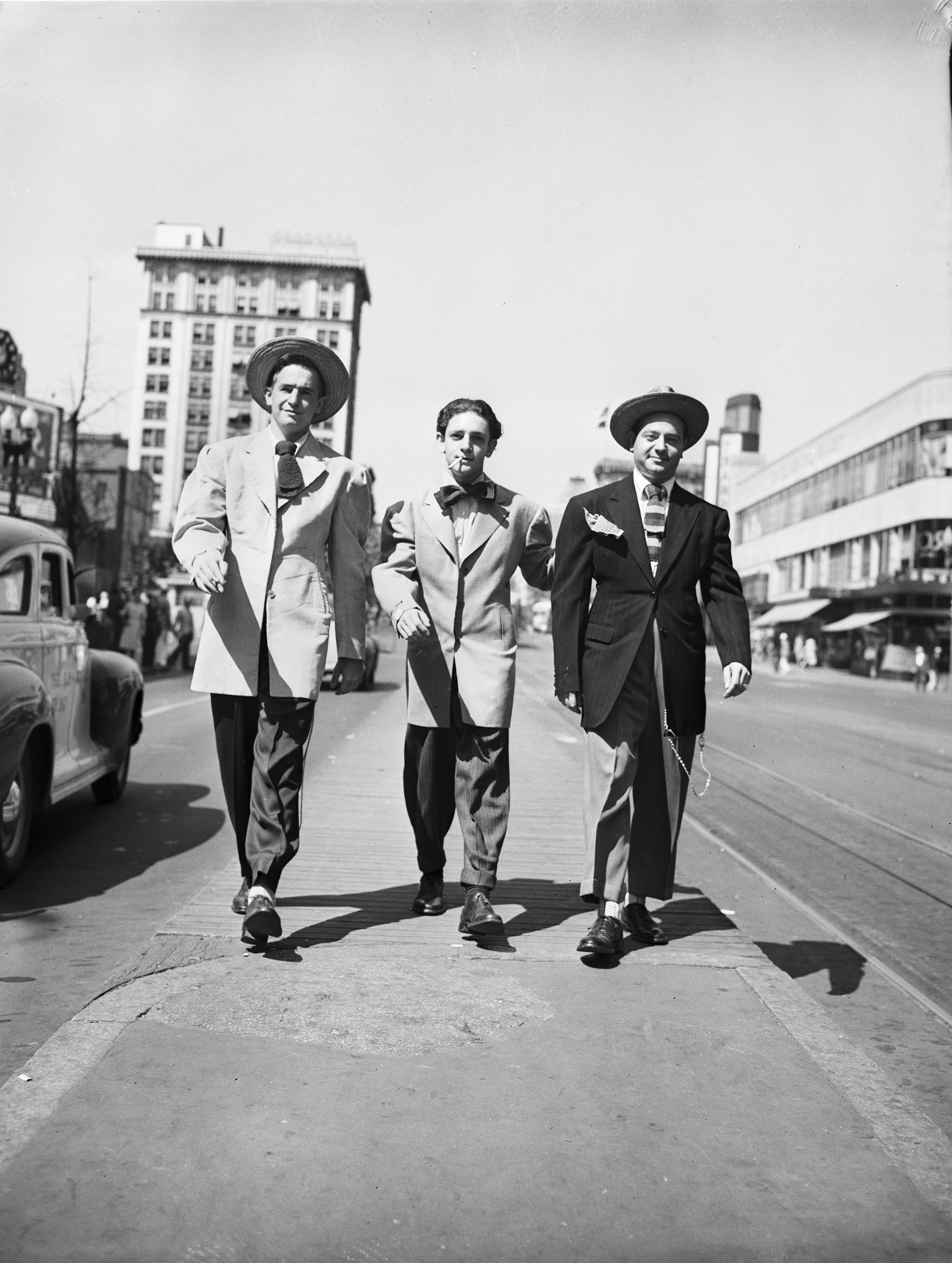
Tres hombres con variaciones del zoot suit (1946).

El traje zoot suit consiste en un pantalón de cintura alta o tiro alto y anchos (acampanados o bombachos) y ajustados o estrechos en los tobillos, con tirantes y acompañado de un abrigo largo con solapas anchas y hombros anchos y acolchados. A veces acompañado de un sombrero extravagante que puede ser un porkpie o un borsalino de ala ancha.

## Historia
Los indicios del zoot suit se pueden trazar, en los años 1930, en el jazz de Harlem, Nueva York, donde originalmente fueron llamados "drapes".

### El origen de la palabrazoot
Según el Oxford English Dictionary, el término probablemente es una redundancia de la misma palabra, remplazando la "S" con "Z".
Otra hipótesis es que la palabra es un término del argot prestado de la cultura jazz. Ejemplo: La palabra "reefer" es derivado del argot mexicanoestadounidense "grifa/o".
Esta palabra nació dentro del movimiento chicano, y los pachucos, como parte de la jerga lingüística, o el caló chicano o mexicano; caló es una lengua romaní, del cual el caló mexicano es una derivación. Se originó dentro de esta comunidad, la mexicanaestadounidense, para ser más preciso dentro de los chicanos y pachucos, así como entre los cholos y los pochos.
Extraoficialmente, en el barrio esta palabra lleva varios significados; entre ellos figuran:
- Un sentido de éxtasis producido por alguna droga, o las endorfinas.
- Esta misma palabra da a entender que es algo agradable.
- Algo que se ajusta a la personalidad del individuo, en este caso que la ropa le queda más que bien.
- Zoot zoot se usa para decir zig zag.

En pocas palabras, esta palabra expresa bienestar, lo agradable, lo "suave".

## Zoot suit riots
Zoot suit riots es el nombre con el cual se registraron unos disturbios ocasionados entre los "zoot suit" y militares; fueron una serie de peleas que sucedieron en Los Ángeles, California, durante la Segunda Guerra Mundial, entre marinos y soldados apostados en la ciudad de Los Ángeles por un bando, y jóvenes mexicanos americanos por el otro. 

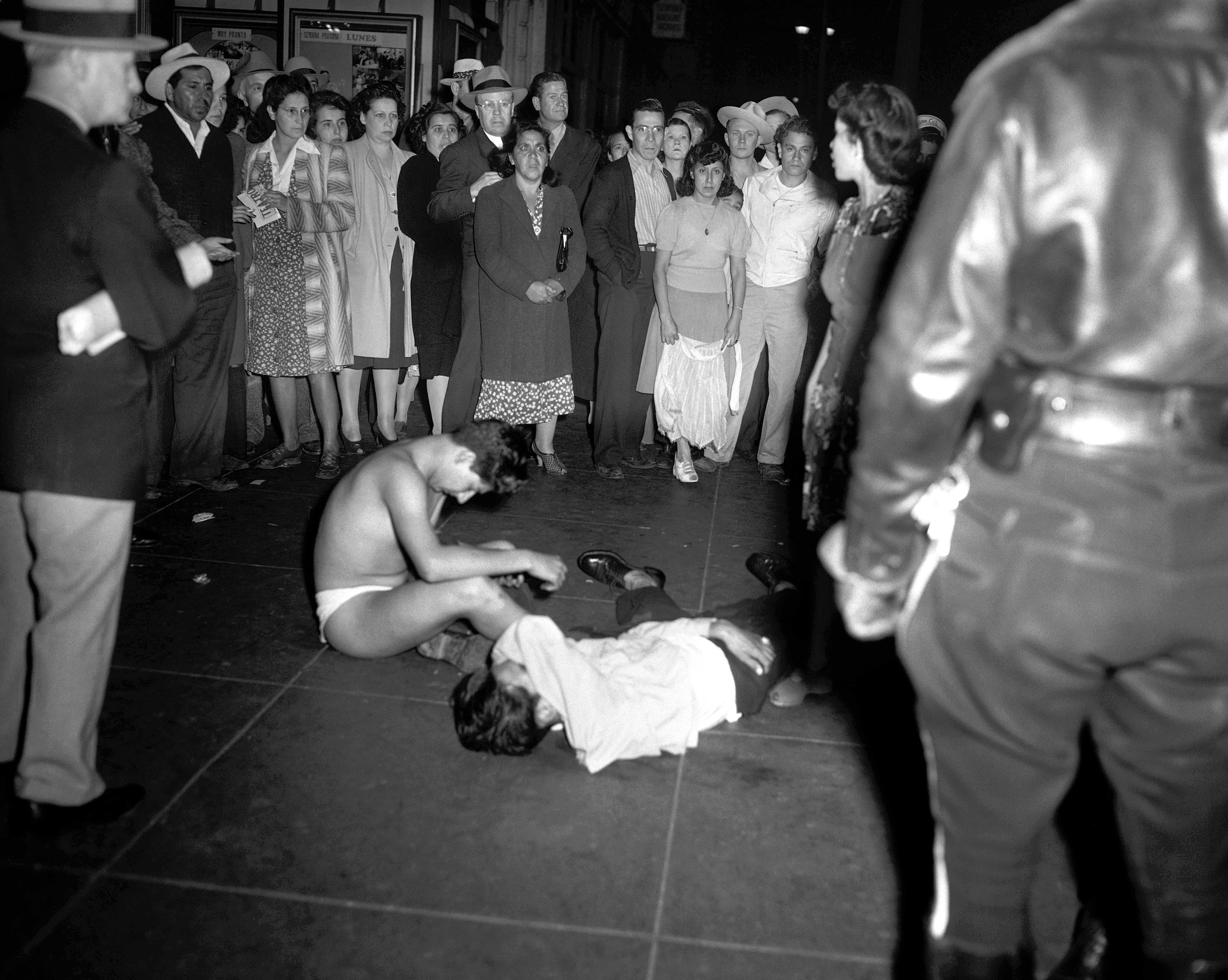
Hombres desnudados por militares durante los Disturbios del Zoot Suit (1943)

Ésta sería una de las primeras peleas étnicas modernas entre anglosajones y latinos, donde los marines y soldados regresaban de la guerra, los cuales tuvieron una serie de conflictos con los zoot suit de Los Ángeles.
Todo comenzaría el 3 de junio de 1943, cuando un grupo de soldados dejó una queja a sus superiores sobre que una pandilla de pachucos los había atacado; en respuesta a esto, unos 200 militares se juntaron y se dirigieron al centro de la ciudad y al este de Los Ángeles. Este último era el punto neurálgico de la comunidad mexicana.
Una vez ahí, los grupos armados atacaron a todo aquel que encontraban vestido de zoot suit, golpeándolo y rompiéndole su indumentaria, además de quemarla en la vía pública. 
La policía se les unió, dándoles una paliza a todos los jóvenes mexicoestadounidenses, bajo el argumento de 'disturbios contra la paz'.
Debido a que la popularidad de los trajes zoot suit en los Estados Unidos era grande, otras colectividades como la de los afromericanos y filipino-estadounidenses, sufrieron los mismos embates de los cuerpos judiciales. Más de 500 pachucos y 9 soldados fueron arrestados como resultado de la pelea en los días siguientes.
El saldo oficial fue de 5 personas afroamericanas muertas. Cerca de 600 personas recibieron tratamiento médico. De los 9 soldados arrestados, 8 salieron al día siguiente sin cargo alguno, sólo uno pagó una pequeña fianza. El 7 de junio las autoridades militares intervinieron declarando la ciudad de Los Ángeles 'zona restringida' a todo personal militar.

### Otras ciudades
Estos disturbios se harían nacionales entre los zoot suit estadounidenses, el 9 de junio se registraría en San Diego disturbios similares, al igual que en Filadelfia el 10 de junio, en Chicago el 15 de junio, en Evansville el 27 de junio, así como Beaumont, Texas, en Detroit, Míchigan dejando un saldo de 25 personas afroamericanas y 9 personas blancas en Harlem, durante el mes de junio y hasta el 16 de agosto.
El nombre de estos disturbios fue utilizado por la banda de neoswing Cherry Poppin' Daddies para titular el que sería su mayor éxito musical